# Meleagros (Feldherr)
Meleagros (altgriechisch Μελέαγρος Meléagros; † 323 v. Chr. nahe Babylon), der Sohn des Neoptolemos, war ein Feldherr Alexanders des Großen. In der Stellung eines Anführers einer Abteilung der schweren makedonischen Infanterie (Taxiarch) nahm er 335 v. Chr. an Alexanders Feldzug gegen Balkonvölker und ab 334 v. Chr. am Asienfeldzug des Königs teil. Hierbei kämpfte er u. a. in den Schlachten bei Issos (333 v. Chr.) und bei Gaugamela (331 v. Chr.) gegen den Perserkönig Dareios III. mit, half nach dessen Tod bei der Unterdrückung des Aufstands der Sogder (329–328 v. Chr.) und wirkte während Alexanders anschließendem Indienfeldzug 326 v. Chr. bei der sicheren Überquerung des Hydaspes durch das makedonische Heer mit, das in der folgenden Schlacht einen entscheidenden Sieg gegen den indischen König Poros errang. Trotz all dieser Einsätze wurde er nicht in einen höheren Rang befördert. Kurz nach Alexanders Tod 323 v. Chr. trat er als Führer des Fußvolkes und maßgeblicher Opponent des Reichsverwesers Perdikkas in den Vordergrund. Er unterstützte nachdrücklich die Thronrechte von Alexanders Halbbruder Philipp III. Arrhidaios, unterlag aber im Machtkampf bald Perdikkas, der ihn töten ließ.

## Leben

### Laufbahn unter Alexander
Meleagros’ Geburtsjahr ist zwar nicht überliefert, aber die Tatsache, dass er im Jahr 334 v. Chr. erst seit kurzem verheiratet war und zehn Jahre später nicht wie andere Veteranen aus dem Kriegsdienst entlassen wurde, deutet darauf hin, dass er einer der jüngeren hohen Offiziere war und wohl in den 360er Jahren v. Chr. geboren wurde. Er wird erstmals 335 v. Chr. im Zusammenhang mit Alexanders Feldzug gegen die Thraker und Geten erwähnt. Dabei war er gemeinsam mit einem Philipp für den Rücktransport der Beute, welche die Truppen bei den jenseits der Donau siedelnden Geten gemacht hatten, ins makedonische Lager verantwortlich. Damals war er vielleicht bereits Taxiarch. In den weiteren Kämpfen Alexanders am Balkan und in Griechenland wird er nicht erwähnt.
Spätestens nach dem Einmarsch des Makedonenkönigs in Kleinasien kommandierte Meleagros eine Abteilung (Taxis) der Phalanx, ein Posten, den er auch bei den weiteren Feldzügen des Alexanderzuges innehaben sollte. In dieser Eigenschaft stand er zunächst mit seiner Heeresgruppe während der Schlacht am Granikos (334 v. Chr.) am linken Flügel zwischen den Bataillonen des Philipp und des Krateros. Zu Beginn der Belagerung von Halikarnassos im Sommer 334 v. Chr. schloss er sich den Kommandanten Perdikkas und Amyntas an, als Alexander u. a. mit deren Abteilungen gegen Myndos zog, das er aber nicht einnehmen konnte. Gemeinsam mit Koinos und Ptolemaios, dem Sohn des Seleukos, wurde Meleagros sodann zum Kommandeur derjenigen Truppen von Neuvermählten ernannt, die von Karien aus in die makedonische Heimat beordert wurden, wo sie Urlaub bei ihren Frauen machen durften und den Winter 334/333 v. Chr. verbrachten. Im Frühjahr  333 v. Chr. stieß Meleagros in Gordion, der alten Hauptstadt Phrygiens, wieder zu Alexander. Mit sich brachte er als Heeresnachschub 3000 Phalangiten, 300 makedonische Reiter, 200 Kavalleristen aus Thessalien sowie 150 Reiter aus Elis. Auch andere Marschgruppen von Alexanders Heer trafen in Gordion ein, das als Truppensammelplatz vorgesehen war.
In der Folge nahm Meleagros an den beiden großen Feldschlachten gegen den Perserkönig Dareios III. teil, zuerst an jener von Issos (November 333 v. Chr.) und später an jener von Gaugamela (Oktober 331 v. Chr.) teil. Details über seine Rolle bei diesen Kämpfen sind nicht überliefert. Im Januar 330 v. Chr. blieb er mit seinen Truppen nach Alexanders gescheitertem Angriff auf die Passstellung des Satrapen Ariobarzanes (Schlacht an den persischen Toren) an der Seite von Krateros, der das makedonische Lager vor dem Pass hielt. Unterdessen umging der Makedonenkönig die Stellung des Ariobarzanes und konnte ihn dann durch einen gemeinsam mit Krateros ausgeführten Doppelangriff zur Räumung des Passes zwingen.
Während des Aufstands der Sogder gegen die Makedonen im Herbst 329 v. Chr. hatten Meleagros und Perdikkas den Hauptort des ansonsten unbekannten Volks der Memaceni zu belagern, das etwa 50 makedonische Reiter verräterisch getötet haben soll. Der Makedonenkönig selbst eroberte dann diesen Ort, erlitt dabei aber laut dem Alexanderhistoriker Curtius Rufus eine ernste Halsverletzung. Arrian gibt dagegen an, dass Alexander sich diese Verwundung bei der Erstürmung der stark befestigten Stadt Kyropolis zuzog. Als der Makedonenkönig im Frühling 328 v. Chr. mit dem Hauptheer zum zweiten Mal den Oxos überschritt, um den Widerstand in Sogdien endgültig zu brechen, blieben Meleagros, Polyperchon, Attalos und Gorgias mit ihren Heeren in Baktrien zurück. Im Gegensatz zu Helmut Berve glaubt der Althistoriker Waldemar Heckel nicht, dass jeder dieser Taxiarchen ein eigenes Kommando in voneinander getrennten Gebieten Baktriens hatte. Meleagros schloss sich bald dem Feldherrn Koinos an und blieb auch im Winter 328/327 v. Chr. bei ihm in Sogdien.
Als Alexander 327 v. Chr. nach seinem Aufbruch zum Indienfeldzug bis zum Kabul-Tal vorgestoßen war, teilte er sein Heer. Er übernahm selbst die Führung des einen Teils der Armee, während der andere Teil unter dem Oberbefehl von Hephaistion und Perdikkas und dem Geleit des lokalen Dynasten Taxiles weiter den Kabul-Fluss abwärts bis zu dessen Einmündung in den Indus ziehen sollten. Meleagros gehörte mit seinem Militärkontingent zu den Heereseinheiten, die Hephaistion und Perdikkas für ihren Vormarsch zur Verfügung gestellt wurden. Unterwegs unterwarfen sie den in der Landschaft Peukelaotis residierenden Dynasten Astes. Als Alexander bei einem Bankett den Taxiles mit tausend Talenten beschenkte, bemerkte Meleagros spitz – vielleicht wegen seiner Ablehnung der wohlwollenden Behandlung von Orientalen durch seinen König –, dass Alexander wenigstens in Indien einen Mann gefunden habe, der tausend Talente wert sei. Der über diese Äußerung verärgerte König entgegnete, dass Meleagros sich in seinem Neid nur selbst quäle. Manche Althistoriker sehen in dieser Episode oder eher im generellen Charakter des Meleagros den Grund, dass er während seiner langjährigen Militärlaufbahn unter Alexander nicht in höhere Positionen befördert wurde. Jedenfalls gehörte er zu den konservativ-nationalistisch gesinnten Makedonen in Alexanders Streitkräften. Politischen Scharfsinn dürfte er nicht besessen haben.
Im weiteren Verlauf des Indienfeldzugs kam Alexander mit seinem Heer etwa im Mai 326 v. Chr. am Hydaspes an, auf dessen anderem Ufer der indische König Poros mit starken Streitkräften lagerte. Während Krateros mit einem Teil der Truppen das makedonische Lager gegenüber Poros’ Stützpunkt besetzt hielt, setzte Alexander mit dem Großteil der übrigen Armee etwa 30 km flussaufwärts über den Hydaspes. Meleagros, Attalos und Gorgias bewachten ein etwa in der Mitte zwischen Krateros’ Position und Alexanders Übergangspunkt errichtetes Lager. Neben ihren eigenen Einheiten der Pezhetairoi standen ihnen wohl auch die aus Söldnern bestehende Infanterie und Kavallerie für einen Kampfeinsatz zur Verfügung. Als Alexanders Streitkräfte Poros’ Aufmerksamkeit auf sich gezogen hatten, überschritt Meleagros mit den anderen beiden Taxiarchen den Hydaspes und trug zum erneuten makedonischen Sieg in der letzten großen von Alexander ausgefochtenen Feldschlacht bei. Im Spätfrühling 325 v. Chr. machte sich Krateros auf Befehl des Makedonenkönigs mit einem Teil des Heers von Indien aus auf den Rückmarsch nach Westen. Meleagros, Attalos und Antigenes schlossen sich mit ihren Heeresgruppen Krateros in untergeordneter Stellung an. Sie zogen mit ihm durch Arachosien und Drangiana und trafen Ende 325 v. Chr. in Karmanien wieder mit dem von Alexander geführten Hauptheer zusammen. Im Juni 323 v. Chr. soll Meleagros in das angebliche Mordkomplott gegen Alexander eingeweiht gewesen sein. Er sei nämlich einer der von Pseudo-Kallisthenes und der Metzer Epitome aufgezählten Teilnehmer des von Medios von Larissa ausgerichteten Gastmahls gewesen, die Bescheid wussten, dass Alexander bei diesem Bankett Gift in den Becher gemischt wurde, an dem er tödlich erkrankt wäre.

### Konflikt mit Perdikkas und Tod
Erst nach dem Tod Alexanders im Juni 323 v. Chr. konnte Meleagros in den ersten Machtkämpfen der hohen makedonischen Offiziere um die Nachfolge des großen Königs in den Vordergrund treten. Unmittelbar nach Alexanders Tod kam im Palast von Babylon eine makedonische Heeresversammlung zustande, in der Perdikkas, der vom sterbenden Alexander den Siegelring erhalten hatte, mit den hohen Befehlshabern über eine vorläufige Nachfolgeregelung beriet. Dabei entspann sich eine heftige Auseinandersetzung, da viele Offiziere Perdikkas’ Vorschlag ablehnten, die Geburt von Alexanders postumem legitimem Kind abzuwarten, mit dem Roxane damals noch schwanger war. Diesen Männern missfiel die Vorstellung, dass ein eventueller Sohn der „Perserin“ Roxane dereinst König würde.
Der national-makedonisch denkende Meleagros sprach sich grundsätzlich gegen das Königtum von Alexanders Söhnen von „barbarischen“ Frauen aus. Stattdessen trat er für den Thronanspruch des in Babylon befindlichen Philipp III. Arrhidaios, Alexanders geisteskrankem Halbbruder, ein. Immerhin scheint ihm – im Gegensatz zu seiner völligen Ablehnung der Thronerhebung eines möglichen Sohns von Roxane – eine Nachfolge von Herakles, dem etwa vierjährigen illegitimen Sohn Alexanders mit der Halbperserin Barsine, als künftiger makedonischer König auch akzeptabel gewesen zu sein. Laut dem griechisch-sizilischen Geschichtsschreiber Diodor, der wohl Hieronymos von Kardia folgt, und dem Historiker Iustinus schickten Perdikkas und die Reiterführer Meleagros als Vermittler zur aufsässigen und Arrhidaios’ Thronrechte unterstützenden Infanterie; Meleagros habe sich dann aber deren Unmut zu eigen gemacht und sich mit ihnen verbündet. Der anscheinend auf der Darstellung des Alexanderhistorikers Kleitarchos beruhende Curtius Rufus dagegen berichtet, Meleagros habe den für Roxanes ungeborenes Kind eintretenden Perdikkas heftig beschimpft und die Versammlung unvermittelt verlassen, um die makedonischen Fußsoldaten zum Aufruhr gegen Perdikkas aufzustacheln. Auf den Vorschlag eines einfachen Soldaten habe er auch Philipp III. von den Infanteristen zum König ausrufen lassen.
In jedem Fall war es Meleagros schnell gelungen, sich an die Spitze der Opposition gegen Perdikkas zu setzen. Er führte nunmehr die Fußtruppen an und versuchte die Thronansprüche Philipps III. durchzusetzen. Eingeschüchtert durch das aggressive Auftreten der Infanterie verließen die Reiterführer und andere bedeutende Feldherren Babylon und versammelten sich außerhalb der Stadt in einem eigenen Lager. Perdikkas verblieb noch kurz in Babylon in der Hoffnung, Unterstützung von Teilen der Infanterie zu gewinnen, doch Meleagros sandte Männer zur Tötung des Perdikkas aus. Indessen wollten seine Beauftragten die angeordnete Mordtat nicht durchführen. In dieser gespannten Situation hielt Meleagros den Palast und die Vorhöfe besetzt, wohingegen Perdikkas die Getreideversorgung Babylons blockierte.
Alles deutete auf einen offenen Bruch hin. Die Phalanx strebte aber bald nach einer Aussöhnung mit der Reiterei. Meleagros behauptete nun offenbar, dass Philipp III. selbst die Beseitigung des Perdikkas angeordnet habe. Die Reiterführer verlangten die Auslieferung der Anführer des Aufruhrs, doch die Infanterie nahm Meleagros hiervon aus und wünschte ihn sich neben Perdikkas und Krateros als dritten tonangebenden Befehlshaber. In einer zweiten Heeresversammlung gelang es, sich darauf zu einigen, dass sowohl Philipp III. als auch das Kind der Roxane, so es ein Junge werden sollte, als Könige anzuerkennen seien. Fürs Erste sollte die Regentschaft bei Meleagros und Perdikkas gemeinsam verbleiben, doch Krateros den Meleagros als Vormund König Philipps III. ablösen.
Angesichts der offenen Feindschaft zwischen Meleagros und Perdikkas war das kaum eine dauerhafte Lösung. Meleagros hatte inzwischen viel Unterstützung bei der Infanterie verloren. Perdikkas wiegte ihn in Sicherheit und erreichte, dass ihm Philipp III. zur Obhut übergeben wurde. Er rief die gesamte Armee zusammen, um mit ihr das nach makedonischem Brauch beim Thronwechsel übliche Opfer in der Ebene vor Babylon zu feiern. Bei dieser Gelegenheit sorgte er dafür, dass der frisch zum König erhobene Philipp III. vor versammeltem Heer verkündete, dass die Anstifter der jüngsten Unruhen zu bestrafen seien. Die Fußtruppen waren durch die Ankündigung überrascht und wagten keinen Widerstand. 300 von Perdikkas’ Gegnern wurden ausgeliefert und von den Elefanten totgetrampelt. Meleagros selbst flüchtete in einen nahegelegenen Tempel, wo er jedoch aufgespürt und auf Befehl des Perdikkas getötet wurde. Dies war die erste Gewalttat in der Reihe späterer Kämpfe, welche die Diadochen gegeneinander um die Macht im Alexanderreich führten.